# Mabrouck Rachedi
Pour les articles homonymes, voir Rachedi.
Mabrouck Rachedi est un écrivain et journaliste français né en banlieue parisienne en janvier 1976.

## Biographie
Mabrouck Rachedi est né en 1976 d'un père et d'une mère algérienne. Son père était ouvrier, sa mère au foyer. Il est fils d'une famille nombreuse et a grandi dans une banlieue de l'Essonne.
Titulaire d'un DEA Analyse Economique, Modélisation et Méthodes Quantitatives, il devient analyste financier dans plusieurs sociétés de bourse et d'investissement.[réf. nécessaire]
Au bout de quelques années, il décide d'arrêter son métier pour se consacrer à l'écriture.
Son premier roman, Le Poids d'une âme, est publié en 2006. Il est sélectionné au festival du premier roman de Laval et au festival du premier roman de Chambéry.
Actuellement, il est chroniqueur littéraire au magazine Jeune Afrique et chroniqueur actualité au magazine Le Courrier de l'Atlas.
Depuis une quinzaine d'années, il anime des ateliers d'écriture , en particulier sur des thématiques citoyennes : lutte contre le racisme et les discriminations, mémoire et identité, relation police/habitants des quartiers populaires, écrire sur soi et/ou son quartier... Ainsi, il est présenté par France TV Info comme un "écrivain qui fait acte d'engagement"
Il a écrit plusieurs tribunes sur l'actualité :  Le fantasme de l'opéra dans Le Monde, La banlieue qu'on ne voit pas dans Le Monde, Je suis fondamentaliste et j'assume dans Libération, Barack Obama ou l'exception multiculturelle américaine dans Libération, Retour au collège : ma journée en ZEP pour des ateliers d'écriture dans Le Nouvel Observateur. Et aussi dans L'Express, le Huffington Post, etc.
Il a par ailleurs été sélectionné dans des programmes d'écriture : International Writing Program (en) aux États-Unis, International Writers Workshop de la Hong Kong Baptist University, au Maroc, etc.
Début 2024 est publié son roman jeunesse Banale flambée dans ma cité, « un roman pour ado explosif et vibrant. [...] Mabrouck Rachedi réussit à proposer un texte vibrant, sans manichéisme excessif », selon l'avis critique de Télérama.

## Œuvres

### Romans
- Le Poids d'une âme, Paris, Jean-Claude Lattès, 2006, 214 p.  (ISBN 2-7096-2845-7) - (BNF 40207171).
- Le Petit Malik (illustré par Eldiablo), Paris, Jean-Claude Lattès, 2008, 204 p.  (ISBN 978-2-7096-3046-7) - (BNF 41364918).
- La Petite Malika (co-écrit avec Habiba Mahany), Paris, Jean-Claude Lattès, 2010, 237 p.  (ISBN 978-2-7096-3543-1) - (BNF 42268563).
- Tous les hommes sont des causes perdues, Paris, L'Âge d'homme, 2015, 228 p.  (ISBN 978-2825144695)
- Tous les mots qu'on ne s'est pas dits, Paris, Grasset, 2022, 204 p. (ISBN 978-2-246-827-34-4)

### Romans jeunesse
Romans ado
- Toutes les couleurs de mon drapeau, Paris, L’école des Loisirs, coll. "Medium +", 2018, 83 p.  (ISBN 978-2-211-23695-9)
- Krimo, mon frère, Paris, L’école des Loisirs, coll. "Medium +", 2019, 188 p. (ISBN 978-2-211-30-105-3)
- Classe à part, Paris, L'école des Loisirs, coll. "Medium +", 2021, 205 p. (ISBN 978-2-211-31212-7)
- Banale flambée dans ma cité[12], éditions Actes Sud jeunesse, 2024  (ISBN 9782330186845)

### Essai
- Éloge du miséreux : De l'art de bien vivre avec rien du tout, Paris, Michalon, coll. « La concierge est dans l'escalier », 2007, 166 p.  (ISBN 978-2-84186-406-5) - (BNF 41042394).

### Nouvelles
- « Détours », in Chroniques d’une société annoncée, dir. Collectif Qui fait la France ?, Paris, Stock, coll. « Nouvelles », 2007, p. 65-86  (ISBN 978-2-234-06073-9)
- « Une balle dans la tête », in Chroniques d’une société annoncée, dir. Collectif Qui fait la France ?, Paris, Stock, coll. « Nouvelles », 2007, p. 87-101 (ISBN 978-2-234-06073-9)
- « Lutte russe », in Dans le ventre des femmes, dir. Maïa Brami, Montpellier, BSC Publishing, 2012, p. 74-76 (ISBN 978-2-35835-005-1)
- « Tahar », in Algéries 50, dir. Yahia Bélaskri et Élisabeth Lesne, Paris, Magellan & Cie / Cité nationale de l’histoire de l’immigration, 2012, p. 225-234 (ISBN 978-2-35074-223-6)
- « Grand frère vous regarde », in 14 lignes, 14 auteurs, 14 nouvelles dans le métro, dir. Nicolas Grenier, Paris, Éditions Envolume, coll. « Nouvelles », 2014, p. 75-83  (ISBN 978-2-37114-016-5)
- « #ClasheMoiSiTuPeux » (Jeunesse), in Je bouquine, Bayard, n° 443, janvier 2021, p. 35-52
- « Mon corps souillé, mon âme torturée », in Débridé, revue littéraire et artistique, n° 2 : Corps, Association Le Cénacle des Treize, juillet 2022, p. 88-91  (ISBN 978-2-9578327-1-2)

### Applications téléphoniques
- Ina, même pas mal, série pour l'application téléphonique Alma Studio, avec les voix d'Eric Judor et Anaïde Rozam, 2021, 10 épisodes
- Agathe la pirate, série pour l'application téléphonique Alma Studio, avec la voix de Marie-Anne Chazel, 2021, 10 épisodes